# Plan Winnetka
Plan Winnetka (Winnetka Plan) je obrazovni eksperiment održan u okružnoj školi u Winnetki, Winnetka School District 36, u Illinosu, Sjedinjene Države. Razvio ga je Carleton Washburne, koji je bio nadzornik okruga, inspiriran radom Johna Deweya sa sveučilišta "University of Chicago Laboratory School". Plan je pokušao proširiti obrazovne fokuse na kreativne aktivnosti i emocionalni i socijalni razvoj, pomoću programa tipa koji je kasnije postao poznat kao "programirana uputa".
Nastavni plan i program dijeli predmete na "zajedničke osnove" i "kreativne skupne aktivnosti". Dok su zajedničke osnove zahtijevale da učenici pokažu majstorstvo kako bi napredovali, kreativne su im aktivnosti dopuštale da napreduju različitom brzinom te nije bilo strogo zadanih ciljeva ili standarda koje treba postići. Umjesto smještanja "darovitih" učenika na viši nivo nastave, učenici koji imaju poteškoća sa zadaćom stavljani su u posebne razrede za rješavanje tih pojedinačnih problema. Uglavnom, učenici koji imaju poteškoća dobivaju individualnu pomoć učitelja. Do danas, takva nastava i ponekad se naziva "Vještine učenja" ili "Resursi".
Ovaj plan je bio uvelike korišten i doveo je do smjene u fokusu nastavnog programa diljem Sjedinjenih Država.

## Vanjske poveznice
- Institut za studije u obrazovanju, Ontario  Arhivirana inačica izvorne stranice od 30. kolovoza 2009. (Wayback Machine)